# Herrin (Illinois)
Herrin je grad u američkoj saveznoj državi Ilinois. Prema popisu stanovništva iz 2010. u njemu je živjelo 12.501 stanovnika.